# Stephan Veen
Stephan Patrick Veen (ur. 27 lipca 1970 w Groningen) – holenderski hokeista na trawie. Dwukrotny złoty medalista olimpijski.
Występował w napadzie. W reprezentacji Holandii debiutował w 1989. Brał udział w trzech igrzyskach (IO 92, IO 96, IO 00), na dwóch zdobywał złote medale. Z kadrą brał udział m.in. w mistrzostwach świata w 1990 i 1998 (tytuły mistrzowskie) oraz kilku turniejach Champions Trophy. W 275 spotkaniach zdobył 116 bramek. Dwukrotnie był wybierany zawodnikiem roku na świecie (1998 i 2000).
Jego ojciec Sietze był zawodowym piłkarzem.